# Oclusiva dental sorda
La oclusiva dental sorda es un tipo de sonido consonántico, utilizado en algunas lenguas habladas. El símbolo en el alfabeto fonético internacional que representa este sonido es ⟨ t̪ ⟩, y el símbolo X-SAMPA equivalente es «t_d». Este es el símbolo de la oclusiva alveolar sorda con un diacrítico abajo que significa que es una consonante dental.

## Características
- Su modo de articulación es oclusiva, lo que significa que es producida obstruyendo el aire en el tracto vocal.
- Su modo de articulación es dental , lo que significa que se articula con la punta o la lámina de la lengua en los dientes superiores , denominados apical y laminal respectivamente .
- Su tipo de fonación es sorda, que significa que es producida sin vibración de las cuerdas vocales.
- Es una consonante oral, lo que significa que el aire escapa por la boca.
- Es una consonante central, que significa que es producida permitiendo al aire fluir por la mitad de la lengua, en vez de los lados.
- El mecanismo de la corriente de aire es pulmonar , lo que significa que se articula empujando el aire únicamente con los músculos intercostales y el diafragma , como en la mayoría de los sonidos.

## Aparición
Las consonantes dentales verdaderas son relativamente poco comunes. En las lenguas romances , /t/ a menudo se llama dentales. Sin embargo, el contacto más posterior (que es lo que le da a una consonante su sonido distintivo) es en realidad alveolar, o quizás dento-alveolar; La diferencia entre los sonidos /t/ de las lenguas romances no es tanto dónde la lengua hace contacto con el paladar sino qué parte de la lengua hace el contacto. En inglés por ejemplo, es la punta de la lengua (estos sonidos se denominan apicales), mientras que en varias lenguas romances, es la parte plana de la lengua justo encima de la punta (estos sonidos se denominan laminales). Sin embargo, hay algunos idiomas, como el temné., con una verdadera t dental apical (o menos comúnmente laminar) .
Muchas lenguas indias , como el indostaní y el bengalí , tienen un contraste bidireccional entre [t̪] aspirada y simple . En finés , la oclusiva dental /t/ contrasta con la oclusiva alveolar sonora /d/ , aunque esta última normalmente se expresa o se golpea como señal secundaria; además, en palabras nativas, el tope alveolar aparece sólo como una lenición del tope dental. Pazeh contrasta una oclusiva alveolar sonora con una interdental sorda. El malayalam y muchas lenguas aborígenes australianas contrastan la lengua alveolar. y variedades dentales de /t/.